# Crassula zombensis
Crassula zombensis är en fetbladsväxtart som beskrevs av John Gilbert Baker. Crassula zombensis ingår i släktet krassulor, och familjen fetbladsväxter. Inga underarter finns listade i Catalogue of Life.